# Bulhar

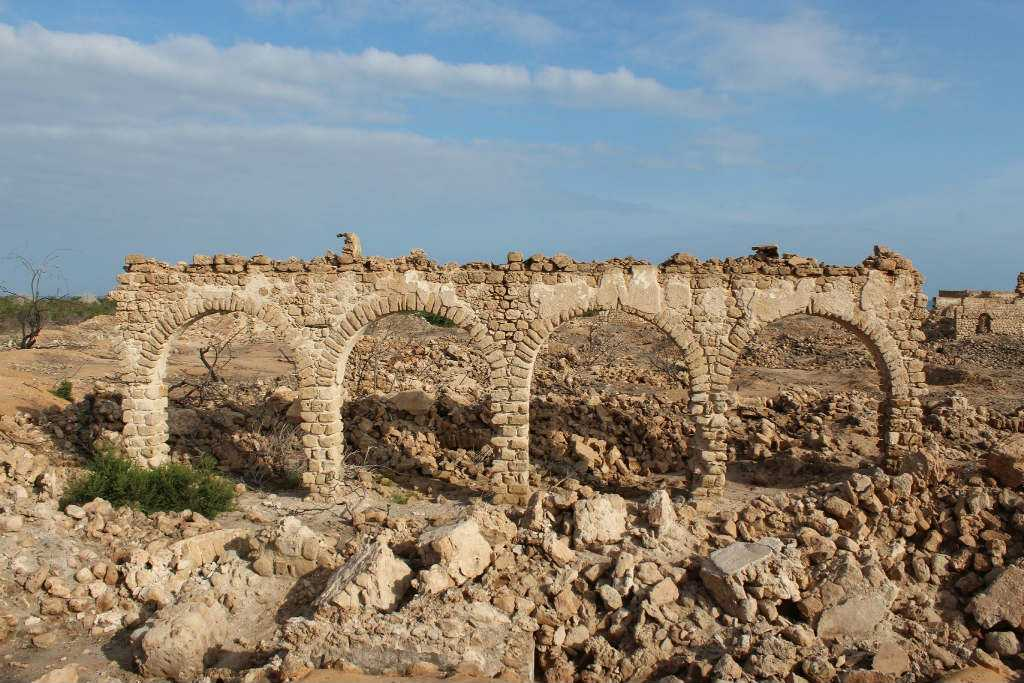
Série de arcos em uma casa no centro da cidade, em ruínas

Bulhar (Somali: Bullaxaar; ou ainda: Bular, Bullahar, Bulaxaar, Bulloxaar, Bullahār) é uma cidade costeira do Golfo de Aden, está localizada na  região de Saaxil, Somalilândia, uma república auto-proclamada independente que surgiu no norte da Somália em 1991. 
Bulhar está localizada a cerca de 57 km a oeste de Berbera e 102 km ao norte de Hargeysa.
- Latitude: 10° 23' 02" Norte
- Longitude: 44° 25' 12" Leste
- Altitude: 10 metros